# NGC 5544
NGC 5544 é uma galáxia espiral barrada (SB0-a) localizada na direcção da constelação de Boötes. Possui uma declinação de +36° 34' 16" e uma ascensão recta de 14 horas, 17 minutos e 02,4 segundos.
A galáxia NGC 5544 foi descoberta em 1 de Maio de 1785 por William Herschel.